# Státní znak Malajsie
Státní znak Malajsie (malajsky Jata Negara Malaysia) je tvořen mnohonásobně děleným štítem, který podpírají dva tygři. Nad štítem je zlatý půlměsíc s cípy směřující vzhůru, mezi nimiž je zlatá hvězda se čtrnácti paprsky. Pod štítem je zlatá, dvakrát přeložená stuha s mottem BERSEKUTU BERTAMBAH MUTU (česky V jednotě je síla).
14 cípů hvězdy symbolizuje 13 států federace a federální teritoria. Hvězda a půlměsíc jsou symboly malajsijského oficiálního náboženství – islámu. Štítonoši (tygři) symbolizují odvahu a sílu. Zlatá barva stuhy symbolizuje královskou barvu vládců.

## Štít
Štít symbolizuje spolkové státy a federální území tvořící Malajsii:
V červené hlavě štítu je pět zlatých krisů (malajsijské dýky), symbolizujících pět malajských sultanátů, které nebyly součástí Federovaných malajských států (Johor, Kedah, Perlis, Kelantan a Terenggan).
Krajní heraldicky pravé pole představuje stát Penang (areková palma a penangský most) a krajní heraldicky levé pole reprezenzuje Malakku (v bílém poli, na zelené trávě rostoucí smuteň lékařská).
Centrální část štítu tvoří čtyři barevná obdélníková pole (červené, černé, bílé a žluté) symbolizují čtyři bývalé federativní malajské státy:
- Negeri Sembilan (červená, černá a žlutá),
- Pahang (černá a bílá),
- Perak (černá, bílá a žlutá)
- Selangor (červená a žlutá).

Trojice bílých polí v patě štítu reprezentuje heraldicky zprava doleva:
- stát Sabah (znak státu, centrálním motivem je Kinabalu, nejvyšší hora Malajsie a ostrova Borneo),
- federální teritoria (květ ibišku (bunga raya), malajsijská národní květina)
- stát Sarawak (znak státu, dvojzoborožec nosorožčí s rozepjatými křídly, na hrudi nesoucí štít s motivem státní vlajky: ve žlutém poli diagonálně červený a černým pruh, uprostřed devíticípá žlutá hvězda).

## Historie
1. dubna 1946 byla vytvořena Malajská unie, která byla 1. února 1948 nahrazena Malajskou federací. Ta získala nezávislost na Spojeném království 31. srpna 1957. Roku 1963 se Malajsko sjednotilo se Severním Borneem, Singapurem a Sarawakem jako Malajsie. Singapur se po dvou letech federaci opustil. Všechny tyto události měly vliv na podobu štítu státního znaku federace.
Znak Malajské unie byl stejný jako znak Federovaných malajských států: Štít čtvrcený, heraldicky pravé pole je bílé (stříbrné), levé horní pole červené, pravé dolní pole černé, levé dolní pole žluté (zlaté). Čtyři pole štítu a jejich barvy (bílá, červená, černá a žlutá) společně symbolizují čtyři bývalé Federované malajské státy: Negeri Sembilan (červená, černá a žlutá), Pahang (černá a bílá), Perak (černá, bílá a žlutá) a Selangor (červená a žlutá). Nad štítem je tzv. pohanská koruna, symbol federace sultanátů pod britskou ochranou. Štít podpírá dvojice tygrů malajských, kteří stojí na zlaté stuze s nápisem Dipelihara Allah (česky Pod Boží ochranou).
Po spojení Federovaných malajských států, Průlivových osad a pětice tzv. nefederovaných malajských států (Johor, Kedah, Perlis, Kelantan a Terenggan) do Malajské federace byl vytvořen znak, jehož základem se stal znak Federovaných malajských států. Ve červené hlavě třítu, zabírající horní třetinu štítu, pět zlatých malajských dýk kris symbolizující sultanáty Johor, Kedah, Perlis, Kelantan a Terenggan. Zbylá část štítu dvakrát polcená. Heraldicky pravé pole obsahuje znak Penangu (ve žlutém poli odznak Knížete z Walesu: tři bílá pštrosí pera a zlatá korunka, pod nimi modré cimbuří, v patě štítu modro-bílé vlny), prostřední pole obsahuje původní znak Federovaných malajských států (bílo-červeno-černo-žlutě čtvrcený štít) a pravé pole znak Malakky (ve středu modro-zeleně děleného pole, červená brána malacké koloniální pevnosti A Famosa). Nad štítem byl namísto koruny umístěn zlatý půlměsíc (symbol islámu) a zlatá jedenácticípá hvězda, symbolizující jedenáct států federace.
Po vytvoření Malajsijské federace vzniklé v roce 1963 spojením Malajské federace, Singapuru, Sarawaku a Sabahu byl státní znak doplněn o znaky těchto území. Černé a žluté pole symbolizující federované malajské státy se přesunuly do jedné horizontální úrovně s bílým a červeným polem a to v pořadí červené, černé, bílé a žluté. V uvolněném prostoru v patě štítu vznikla tři pole symbolizující zprava doleva: Sabah (klenot ze znaku Sabahu), Singapur (v červeném poli bílý půlměsíc, nad kterým je pět vzhůru směřujících hvězd téže barvy), Sarawak (ve žlutém poli, svatojiřský kříž v pravé polovině černý, v levé červený, ve středu kříže se nachází zlatá korunka). Také byl změněn znak Malakky: V bílém poli smuteň lékařská vyrůstající ze zelené trávy. Zvýšen byl počet cípů hvězdy v klenotu na 14, aby hvězda symbolizovala i nové státy federace.
Poté, co v roce 1965 Singapur opustil Malajsijskou federaci, byl jeho znak odstraněn ze znaku státu a nahrazen květem ibišku symbolizujícího federální teritoria.
Na desáté výročí nezávislosti Malajsie přijal Sarawak novou vlajku Trisakti (tři síly) a od ní odvozený štít znaku. Vlajka měla červený a bílý pruh s modrým klínem, podobala se tak československé vlajce (byly pouze prohozeny červený a bílý pruh). Znak byl oproti vlajce otočen vertikálně. V roce 1988, kdy si Sarawak připomínal pětadvacet let existence v rámci malajsijkého státu, byly opět změněny státní symboly, Došlo tak k zatím poslední změně malajsijského státního znaku.

Znak Federovaných malajských států (1896–1946) a Malajské unie (1946–1948)
Státní znak Malajské federace (1948–1963)
Státní znak Malajsie v letech 1963–1965
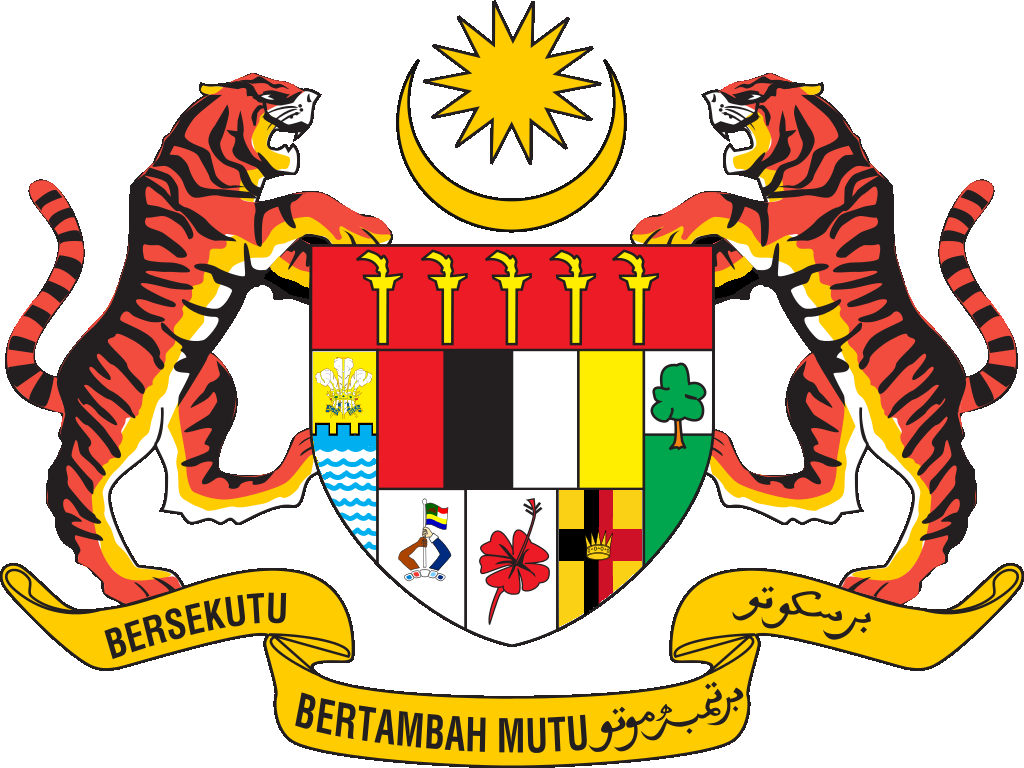
Státní znak Malajsie v letech 1965–1975
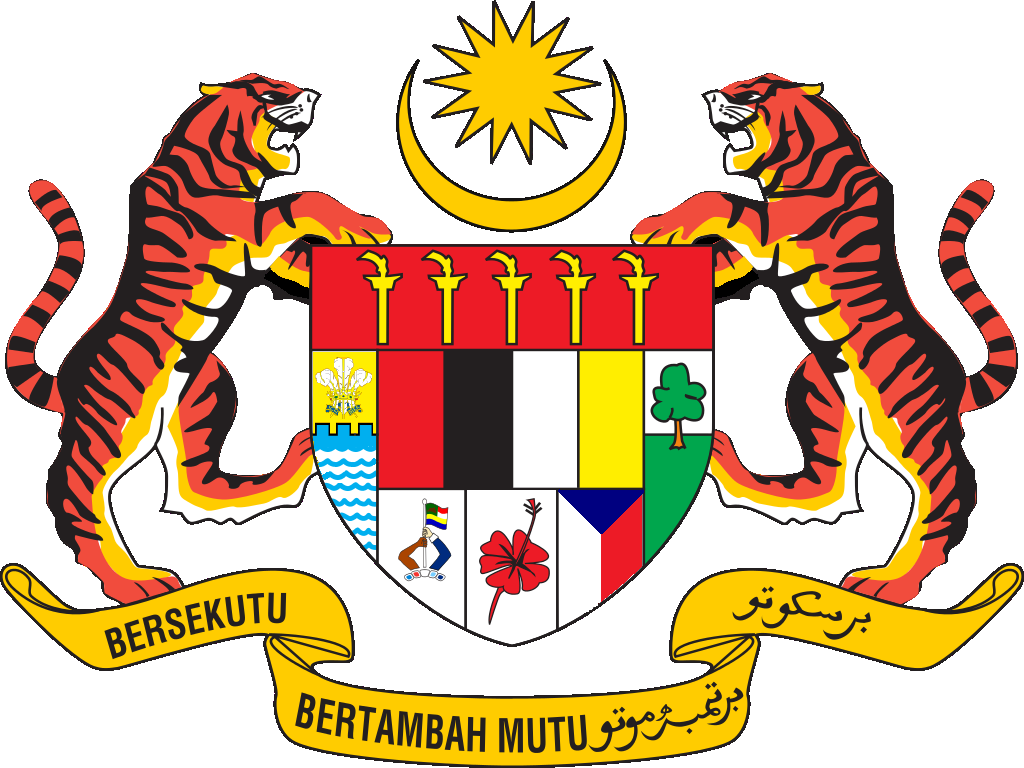
Státní znak Malajsie v letech 1975–1988

Malajsijská hlava státu je titulována Yang di-Pertuan Agong (česky doslova: Ten kdo byl ustanoven pánem), hovorově Agong (král), užívá vlastní znak odvozený ze státního znaku, který je obklopen dvojicí rýžových klasů.

Znak malajsijské hlavy státu

## Znaky malajsijských spolkových států a teritorií

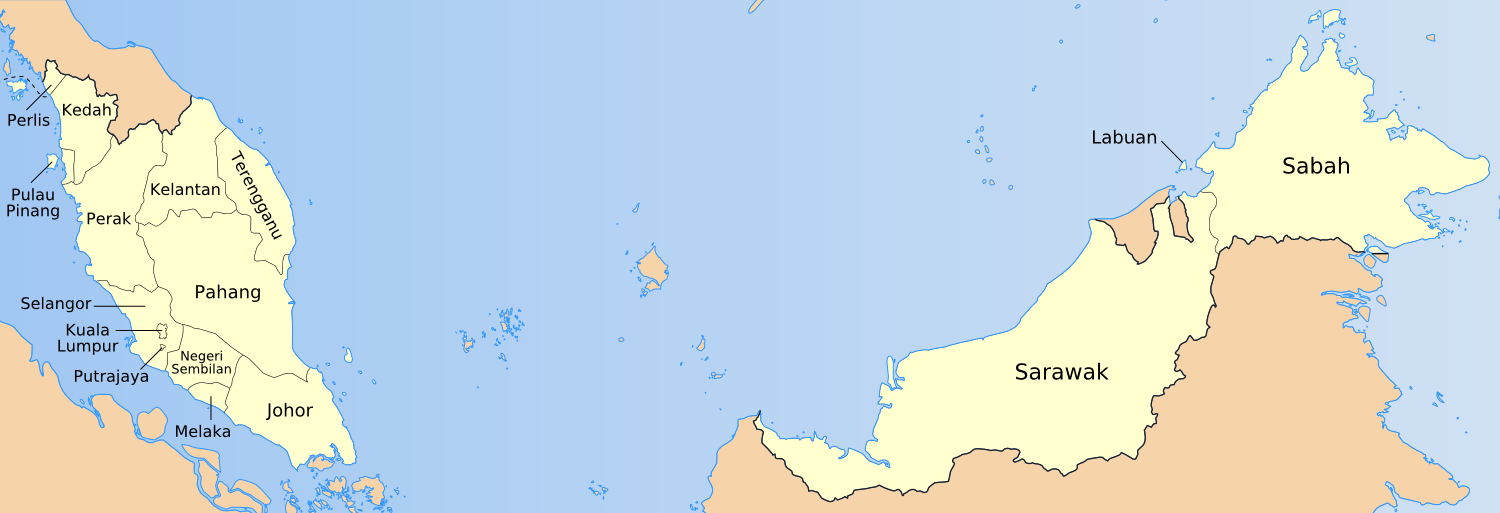
Mapa malajsijských spolkových států a teritorií

Malajsie se člení na 13 spolkových států a 3 spolková teritoria.
Spolkové státy

Johor
Kedah
Kelantan
Malakka
Negeri Sembilan
Penang
Perak
Perlis
Sabah
Sarawak
Selangor
Terengganu

Spolková teritoria
Na rozdíl od vlajky, neužívá Federální území vlastní znak, každé federální území má však také svůj vlastní symbol.

Kuala Lumpur
Labuan
Putrajaya